# Viktorín z Ptuje
Viktorín z Ptuje, latinsky Victorinus Poetovionensis († 303/304) byl křesťanský biskup řecké národnosti, činný v městě Ptuj (Pettau, Petabium, Poetovio) v západním Illyriku (dnešní Slovinsko) a autor mnoha komentářů k různým knihám Bible. Řadí se mezi latinské církevní otce a milenaristy.

## Život
Údaje o jeho životě jsou velmi skromné. Místem jeho působení bylo město Pettau, avšak dříve se pro jeho latinské přízvisko v římském martyrologiu Petavionensis nebo Pictaviensis kladlo do francouzského Poitiers. Až do 17. století byl také často zaměňován s latinským řečníkem Viktorínem Aferem. Legenda aurea jej označuje za učitele rétoriky svatého Jeronýma.
Podle sv. Jeronýma byl biskup Viktorín autorem mnoha komentářů k různým knihám Písma, z nichž se nám však dochoval úplný jen jeden, tj. komentář na Zjevení svatého Jana, a zlomky komentáře na Genesis, resp. na stvoření světa.
Viktorín zemřel pravděpodobně v roce 303 nebo 304 při Diokleciánově pronásledování křesťanů.

## Dílo

### Komentář na Zjevení
Viktorínův komentář Zjevení svatého Jana, poslední knihy Bible, je nejstarší celý dochovaný komentář této knihy. Ne však komentář celé knihy, ale okrajové poznámky (tzv. scholia) k některým veršům či větším částem textu. Původní latinský název zní Scholia in Apocalypsin Beati Joannis. Nejvýznamnější vydání jsou:
- Migne, Patrologiae latinae cursus completus 5, sl. 317-344.
- Victorin de Poetovio. Sur l'Apocalypse et autres écrits. Sources Chrétiennes 423. Paris : Cerf, 1977.

Viktorínův komentář je spíše symbolický, v linii alexandrijské školy. Je prvním známým autorem, který se při výkladu uchyluje k tzv. rekapitulaci – obrazy popisované ve Zjevení chápe nikoli lineárně jako sled po sobě následujících událostí, ale autor se podle něj neustále vrací k již řečenému a prohlubuje to. V případě posledních tří kapitol Zjevení (20–22) však Viktorín z velké části (i když ne zcela) svůj alegorismus opouští a vykládá tyto verše milenaristicky. Chápe je jako popis, byť částečně alegorický, skutečného tisíciletého panování Krista se svými svatými na této zemi před konečným vzkříšením a soudem. Je tak důkazem, že se milenaristické učení nezakládalo výhradně na doslovné interpretaci Písma, neboť Viktorín obecně chápe Písmo značně symbolicky, a to včetně mnoha veršů z inkriminovaných posledních kapitol Zjevení.
Když jeho text dostal do rukou Jeroným, podrobil jej celkové úpravě. V celé knize upravil latinskou stylistiku, komentář posledních tří kapitol však zcela nahradil komentářem svým, aby Viktorína očistil od milenaristického učení. Připojený Jeronýmův komentář závěru Viktorínova díla pak byl považován za součást původního díla. V Migneho vydání PL nalezneme ještě Jeronýmovu verzi, v ediční řadě Sources Chrétiennes se nacházejí obě, jak Jeronýmova, tak i původní verze Viktorínova.
Kromě této radikální úpravy doznal později Viktorínův text ještě dvě úpravy, které se však omezily jen na stránku jazykovou a na doplnění širších citátů ze samotného Zjevení.

### O stvoření světa
Z traktátu De fabrica mundi (O stvoření světa) se dochovaly jen zlomky vydané v:
- Migne, Patrologiae latinae cursus completus 5, sl. 301-314.
- Victorin de Poetovio. Sur l'Apocalypse et autres écrits. Sources chrétiennes 423. Paris : Cerf, 1977.

I v tomto díle vyznává Viktorín své milenaristické učení, a to tehdy, když hovoří o stvoření světa v šesti dnech. Přijímá výklad verše žalmu 90,4 jako interpretační klíč k identifikaci každého dne stvoření s jedním tisíciletím světových dějin (teorie kosmického týdne) a říká, že v onu sobotu bude Kristus vládnout se svými vyvolenými, čímž volně cituje právě Zjevení sv. Jana v milenaristickém výkladu.

## Úcta
Do Čech jeho ostatky v roce 1357 přivezl císař Karel IV. a uložil je na hradě Karlštejně. Druhý ostatek byl po zrušení kláštera sv. Jiří na Pražském hradě v roce 1782 zakoupen v dražbě pro Svatovítský poklad.